# Novinska agencija BETA
Novinska agencija BETA je regionalna, privatna, neovisna novinska agencija, osnovana 1992. godine u cilju sveobuhvatnog i objektivnog izvještavanja o događajima u Srbiji, bivšim jugoslovenskim republikama i regiji jugoistočne Europe. BETA je počela raditi u svibnju 1994. godine.
Za svoj doprinos istraživačkom i neovisnom novinarstvu, razvoju prijateljstva među narodima i uklanjanju granica među nacijama, BETA je 1997. godine dobila prestižnu nagradu "Jug Grizelj".  

## Vanjske poveznice
- http://www.beta.co.yu  Arhivirana inačica izvorne stranice od 7. siječnja 2010. (Wayback Machine)